# Messier 110
Messier 110 (còn gọi là M110 và NGC 205) là thiên hà elip lùn và là một vệ tinh của thiên hà Tiên Nữ. M110 chứa các đám bụi và có khả năng là những vùng sản sinh sao, và điều này là bất thường đối với những thiên hà elip lùn nói chung.

## Lịch sử
Mặc dù Charles Messier chưa bao giờ liệt kê thiên hà này vào danh sách nổi tiếng của ông, nhưng ông đã vẽ nó và M32 trên hình vẽ mô tả thiên hà Andromeda; nó được Messier đánh dấu trên hình vẽ là đã lần đầu tiên quan sát NGC 205 (M110) vào ngày 10 tháng 8 năm 1773. Sau đó bà Caroline Herschel độc lập quan sát thiên hà vào ngày 27 tháng 8 năm 1783; anh trai bà William Herschel đã nhắc đến phát hiện của bà vào năm 1785. Kenneth Glyn Jones đã đề xuất liệt kê thêm thiên hà này vào danh lục Messier năm 1967.
Năm 1999, Johnson và Modjaz đã phát hiện ra một nova trong M110.
Không như M32, các nhà thiên văn không thu được chứng cứ cho thấy NGC205 chứa một lỗ đen siêu khối lượng tại tâm của nó.